# Тугузли
Тугузли́ (рос. Тугузлы) — присілок у складі Кігинського району Башкортостану, Росія. Входить до складу Арслановської сільської ради.
Населення — 507 осіб (2010; 584 в 2002).
Національний склад:
- татари — 60 %
- башкири — 38 %